# Markoff-Zahl

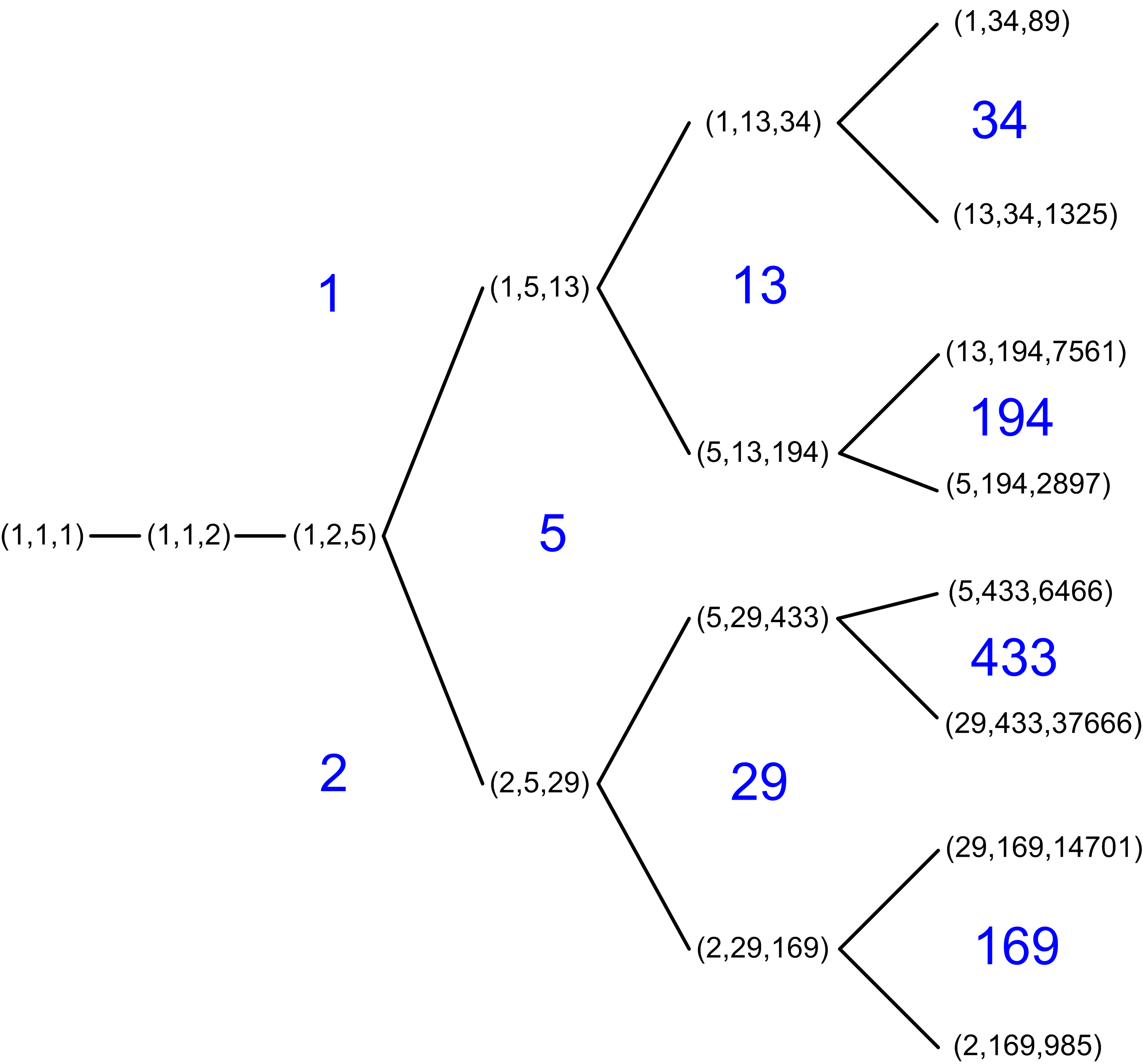
Die ersten Einträge im Baum der Markoff-Zahlen

Eine Markoff-Zahl (nach Andrei Andrejewitsch Markow) ist eine natürliche Zahl {\displaystyle x,y} oder {\displaystyle z}, die als Lösung der diophantischen Markoff-Gleichung
{\displaystyle x^{2}+y^{2}+z^{2}=3xyz\,}
vorkommt. Die ersten Markoff-Zahlen sind
1, 2, 5, 13, 29, 34, 89, 169, 194, 233, 433, 610, 985, 1325, …
Sie sind Teile der Lösungen der Markoff-Gleichung, von denen die ersten {\displaystyle (1,1,1),(1,1,2),(1,2,5),(1,5,13),(2,5,29)} lauten. Die Lösungen werden auch als Markoff-Tripel bezeichnet.
Markoff-Zahlen kommen in der Theorie der Quadratischen Formen und der diophantischen Approximationen vor: Ist {\displaystyle m} eine Markoff-Zahl, so ist {\displaystyle m/{\sqrt {9m^{2}-4}}} sowohl ein Element des sogenannten Markoff-Spektrums (quadratische Formen) als auch des Lagrange-Spektrums (diophantische Approximationen).

## Eigenschaften
Es gibt unendlich viele Markoff-Zahlen und -Tripel. Da die Markoff-Gleichung symmetrisch in den Variablen ist, kann man die Lösungstripel {\displaystyle (x,y,z)} der Größe nach geordnet mit {\displaystyle x\leq y\leq z} angeben. Mit Ausnahme der beiden kleinsten Tripel {\displaystyle (1,1,1)} und {\displaystyle (1,1,2)} bestehen die Lösungstripel {\displaystyle (x,y,z)} aus drei verschiedenen Zahlen. Eine seit langer Zeit untersuchte – aber noch unbewiesene – Vermutung besagt, dass das größte Element {\displaystyle z} eines Tripels schon das Markoff-Tripel {\displaystyle (x,y,z)} bestimmt.
Die Markoff-Zahlen können wie rechts abgebildet in einem Baum angeordnet werden. Die zur Region 1 benachbarten Markoff-Zahlen sind die Fibonacci-Zahlen {\displaystyle f_{i}} mit ungeradem {\displaystyle i}. Die zur Region 2 benachbarten Markoff-Zahlen sind die sogenannten Pell-Zahlen {\displaystyle p_{i}} mit ungeradem {\displaystyle i}.
Ist eine Markoff-Zahl {\displaystyle m} ungerade, so erfüllt sie die Kongruenz {\displaystyle m\equiv 1\ mod\ 4} und wenn sie gerade ist, dann gilt {\displaystyle m\equiv 2\ mod\ 32}. Die drei Markoff-Zahlen eines Tripels sind stets paarweise teilerfremd.

## Die Erzeugung neuer Markoff-Tripel aus bekannten

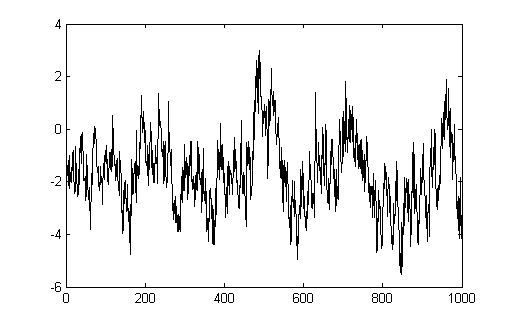
Fehler der Approximation für die ersten 1000 Markoff-Zahlen

Man kann aus einer Lösung {\displaystyle (x,y,z)} der Markoff-Gleichung mittels {\displaystyle (x,y,z)\to (x,y,3xy-z)} weitere Lösungen erzeugen. Dabei ist es nicht nötig, dass die Lösung, mit der man beginnt, der Größe nach geordnet ist. Die unterschiedlichen Anordnungen von {\displaystyle x,y} und {\displaystyle z} können unterschiedliche Tripel {\displaystyle (x,y,3xy-z)} erzeugen.
Nimmt man zum Beispiel {\displaystyle (1,5,13)}, dann bekommt man die drei benachbarten Tripel {\displaystyle (5,13,194),(1,13,34)} und {\displaystyle (1,2,5)} im Markoff-Baum, wenn man {\displaystyle x} gleich {\displaystyle 1,5} oder {\displaystyle 13} setzt. Wendet man {\displaystyle (x,y,z)\to (x,y,3xy-z)} zweimal an, ohne die Einträge im Tripel umzusortieren, so bekommt man wieder das Ausgangstripel.
Beginnt man mit {\displaystyle (1,1,2)} und vertauscht fortwährend {\displaystyle y} und {\displaystyle z} vor jeder Transformation, so erzeugt man damit die oben erwähnten Markoff-Tripel, die Fibonacci-Zahlen enthalten. Mit dem gleichen Starttripel aber mit Vertauschen von {\displaystyle x} und {\displaystyle z} erzeugt man die Pell-Lösungen.

## Wie groß ist dien-te Markoff-Zahl?
Im Jahr 1982 bewies Don Zagier eine asymptotische Formel für die Anzahl der Markoff-Tripel unterhalb einer Schranke und vermutete, dass die {\displaystyle n}-te Markoff-Zahl asymptotisch gegeben ist durch
{\displaystyle m_{n}={\tfrac {1}{3}}e^{C{\sqrt {n}}+o(1)}} mit {\displaystyle C=2,3523418721\ldots }
(hier wird die O-Notation von E. Landau verwendet).
Der Fehler {\displaystyle (\log(3m_{n})/C)^{2}-n} ist in der nebenstehenden Abbildung illustriert. Die 1000. Markoff-Zahl ist ca. {\displaystyle 6\cdot 10^{31}}.